# Ripley (Ohio)
Ripley es una villa ubicada en el condado de Brown en el estado estadounidense de Ohio. En el Censo de 2010 tenía una población de 1750 habitantes y una densidad poblacional de 295 personas por km². Está situada al sur del estado, sobre la orilla derecha del río Ohio que la separa de Kentucky. 

## Geografía
Ripley se encuentra ubicada en las coordenadas 38°43′55″N 83°50′4″O / 38.73194, -83.83444. Según la Oficina del Censo de los Estados Unidos, Ripley tiene una superficie total de 5,94 km², de la cual 5,15 km² corresponden a tierra firme y (13,3%) 0,79 km² es agua.

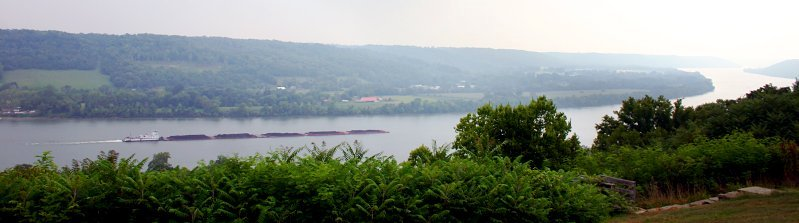
Una vista del río Ohio desde Ripley

## Demografía
Según el censo de 2010, había 1750 personas residiendo en Ripley. La densidad de población era de 294,67 hab./km². De los 1750 habitantes, Ripley estaba compuesto por el 92.57% blancos, el 4,91% eran afroamericanos, el 0,17% eran amerindios, el 0,17% eran asiáticos, el 0% eran isleños del Pacífico, el 0% eran de otras razas y el 2.17% pertenecían a dos o más razas. Del total de la población el 0.46% eran hispanos o latinos de cualquier raza.